# Orchesticinae
Orchesticinae es una subfamilia propuesta de aves paseriformes de la familia Thraupidae que agrupa a dos especies en dos géneros monotípicos, nativas de América del Sur, cuyas áreas de distribución y hábitats se encuentran, una en el oeste y sur de la cuenca amazónica, y la otra en la Mata Atlántica del sureste de Brasil.

## Características
A pesar de que las dos especies del grupo no comparten similitudes en la coloración del plumaje, son similares en el formato del cuerpo y las dimensiones generales, miden 16 y 18 cm de longitud, y en las medidas y perfil robusto del pico. Una fuerte selección natural puede haber actuado sobre el color del plumaje de Orchesticus abeillei, que conocidamente se asocia bastante con el furnárido Dendroma rufa, de colores similares, mascarando la historia evolutiva común con Parkerthraustes humeralis.

## Taxonomía
Los estudios genético-moleculares anteriores no habían detectado un parentesco cercano entre las dos especies. Las  filogenias de Barker et al. (2013) y después de Burns et al. (2014) encontraron, con fuerte soporte, que P. humeralis y O. abeillei son especies hermanas y para denominar al grupo como subfamilia, estos autores propusieron un nuevo taxón superior Orchesticinae.

## Géneros
Según el ordenamiento propuesto, la presente subfamilia agrupa a los siguientes géneros:
- Orchesticus
- Parkerthraustes